# Memory of Mankind
Memory of Mankind（简称MOM，意为“人类记忆”）是2012年发起的一项文化保存计划，旨在成为“我们时代的时间胶囊”，保留人类文明当前的知识，防止其被后世遗忘或因社会失忆症消失。数据刻在陶瓷板上后存储在哈尔施塔特的盐矿里。和政府运营的档案馆不同的是，MOM允许个人提交图片与文字，更为“草根”。

## 图库

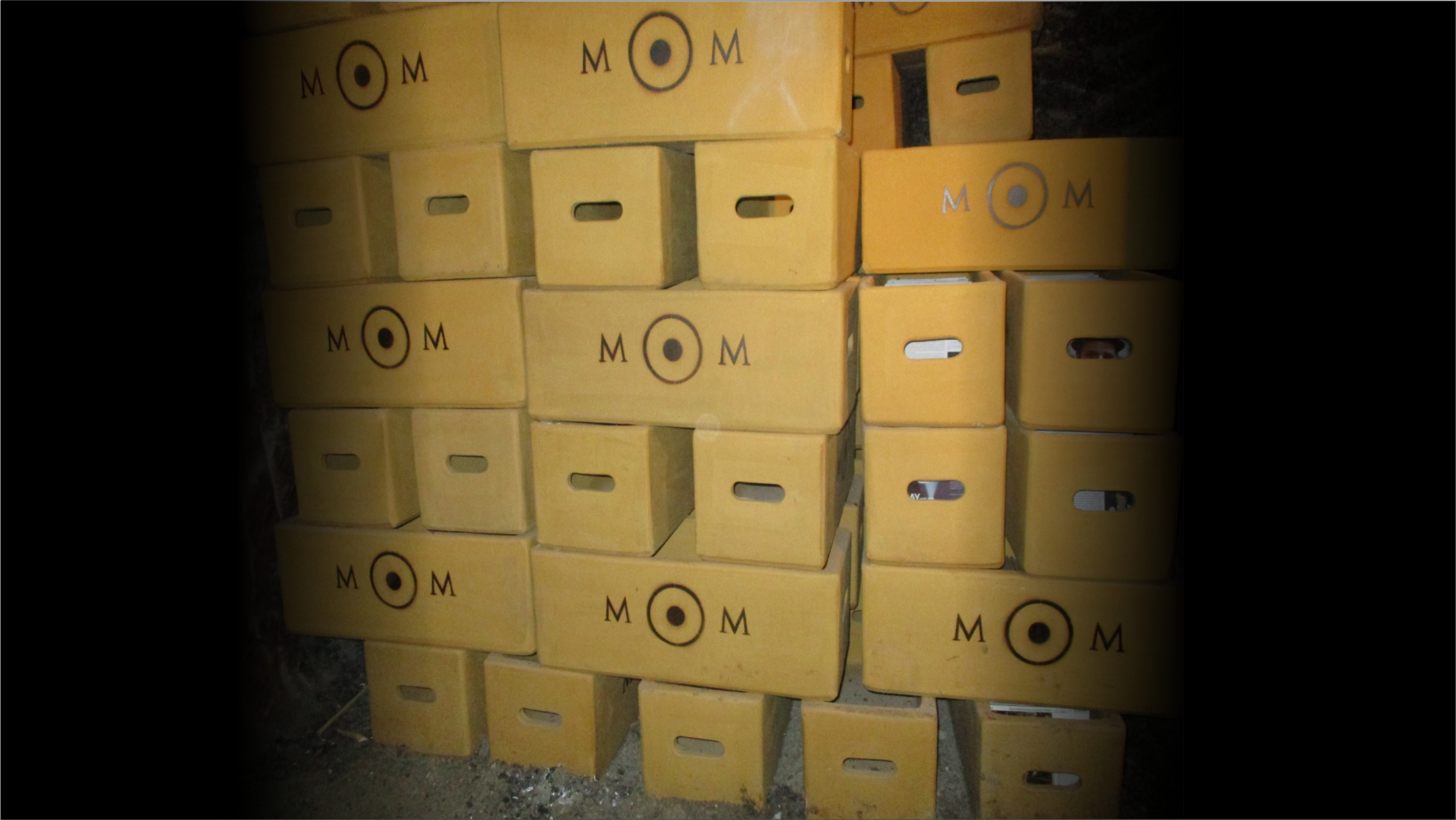
装有陶瓷版的容器
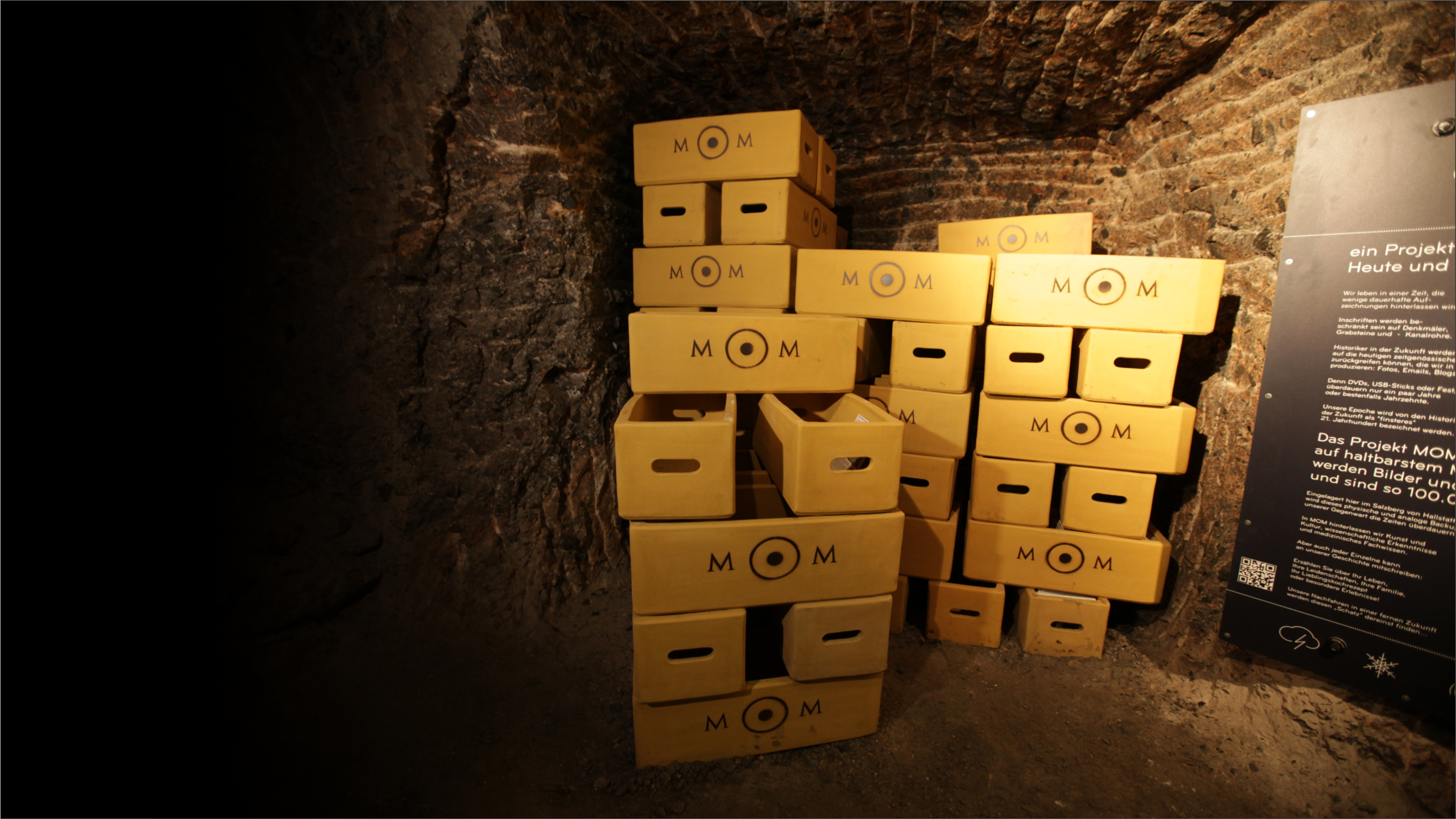
装有陶瓷版的容器
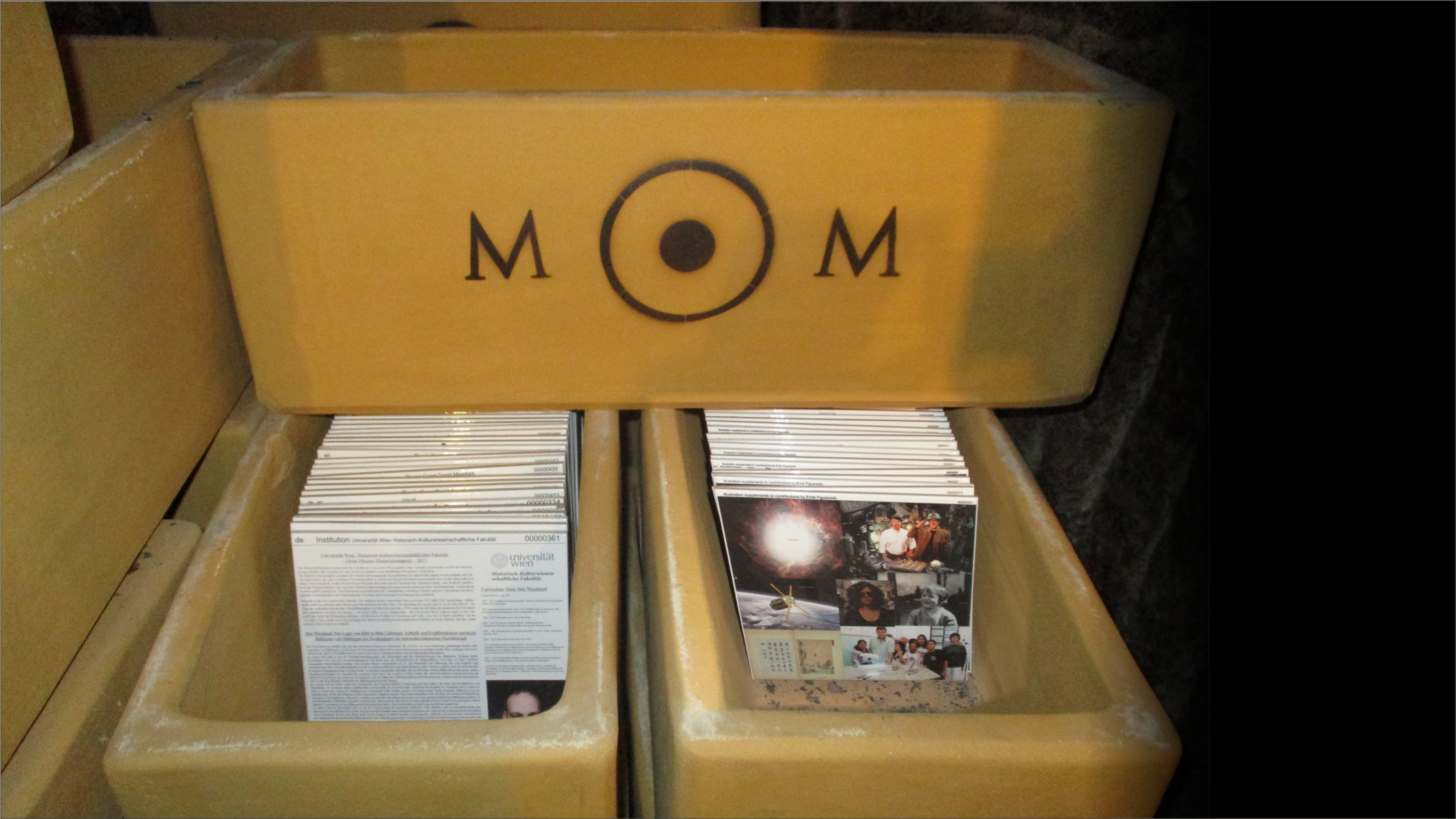
装有陶瓷版的容器
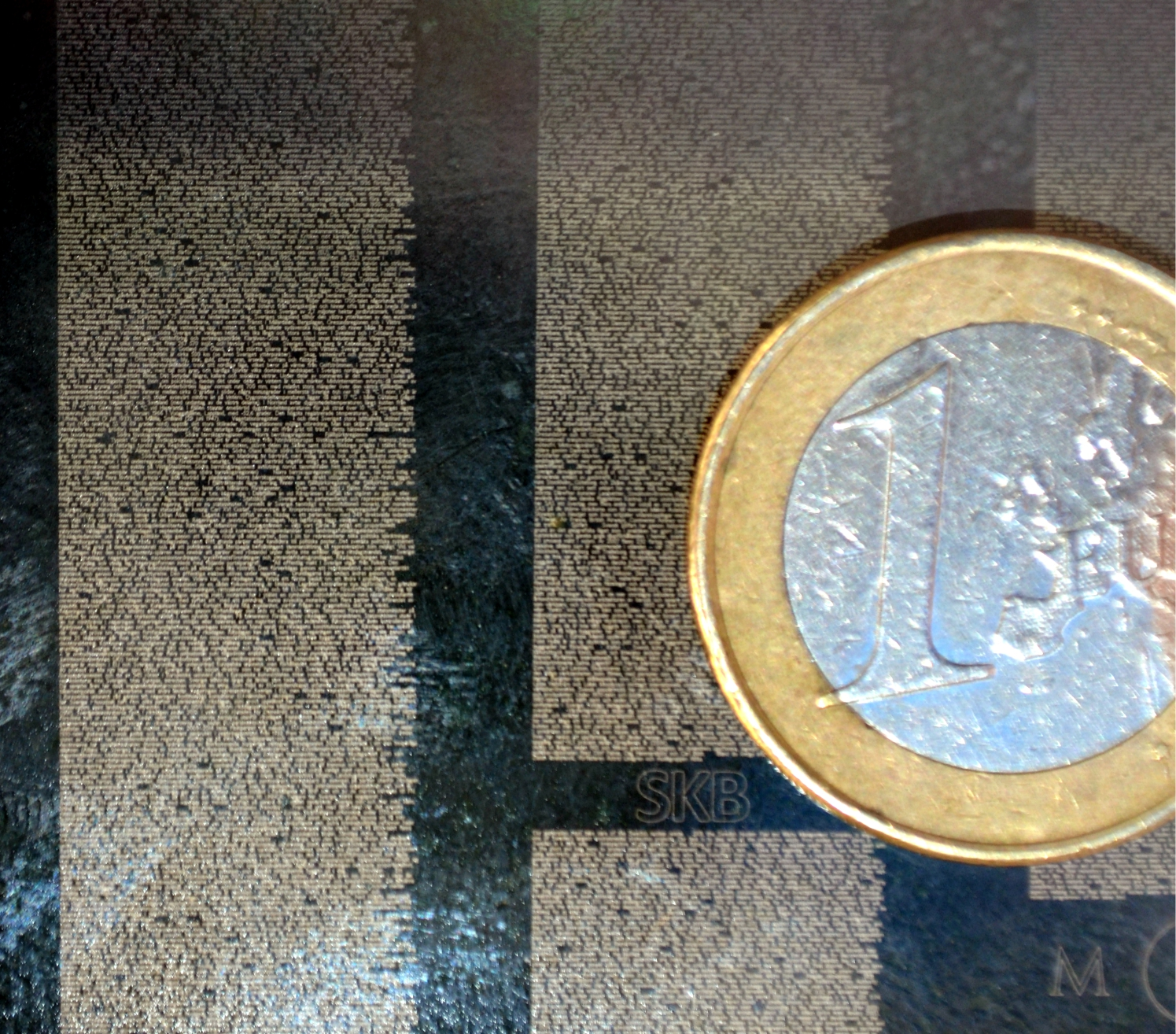
微型胶片与硬币大小比照
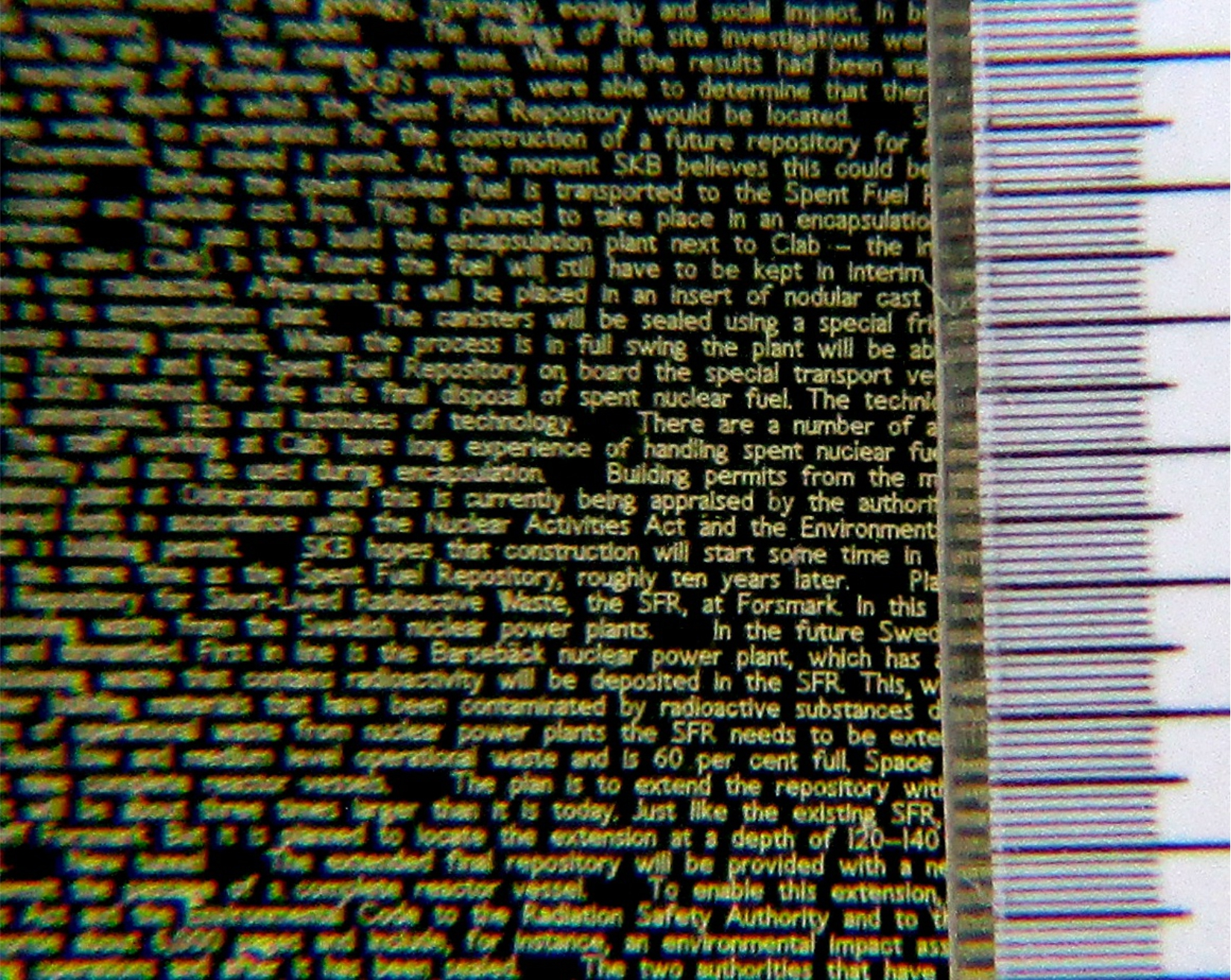
陶瓷微型胶片
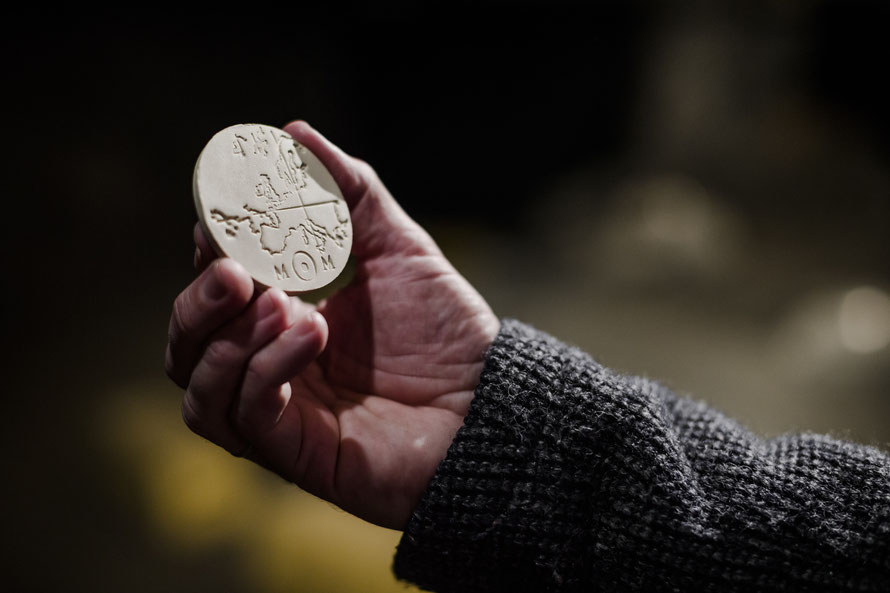
纪念币